# Charles Francis Adams, Jr.
Pour les articles homonymes, voir Charles Francis Adams, Charles Adams (homonymie) et Adams.
Charles Francis Adams II (27 mai 1835 - 20 mai 1915) fils de Charles Francis Adams, Sr., est un membre de la grande famille des Adams. Il est colonel de l'Armée de l'Union pendant la guerre de Sécession. Après la guerre, il est railroad regulator (membre de la commission de régulation) et cadre supérieur dans les chemins de fer.
Il fut aussi financier, auteur d'ouvrages d'histoire, et membre de la Massachusetts Park Commission. Il a été élu membre de l'Académie américaine des arts et des sciences en 1871.

## Jeunesse

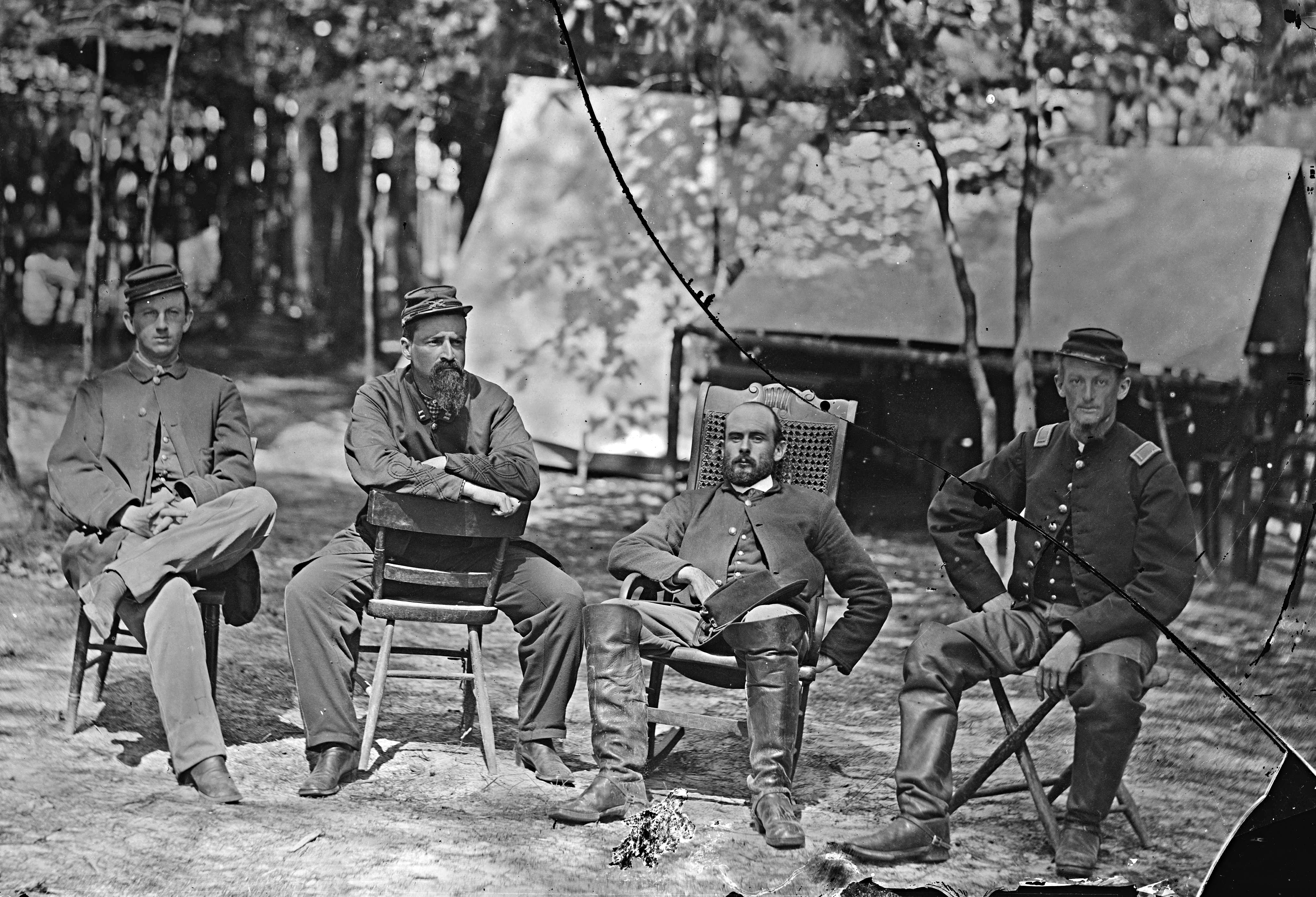
Le capitaine Charles Francis Adams (2cd à partir de la droite) avec des officiers du 1er Massachusetts de cavalerie, en août 1864

Charles Francis Adams, Jr est un brahmane de Boston, il naît dans une famille qui sert les États-Unis depuis longtemps  et a même comme origine un des pères fondateurs des États-Unis : il est l'arrière-petit-fils du président John Adams, et le petit-fils du président John Quincy Adams.
Son père, Charles Francis Adams, Sr., homme de loi, homme politique, écrivain et aussi diplomate fut envoyé par Abraham Lincoln à la cour de Saint-James comme « ministre » (équivalent d'ambassadeur) auprès de Victoria du Royaume-Uni, de 1861 à 1868, et il veilla à la neutralité de la Grande-Bretagne pendant la guerre de Sécession.
Après ses études secondaires à la Boston Latin School, et ses études  de droit à l'université Harvard de 1853 à 1856, J.F. Adams, Jr. fait un stage dans le cabinet juridique de Richard Henry Dana, Jr.. Il s'inscrit au barreau en 1858.

## Pendant laguerre de Sécession
Au début de la guerre, C.F. Adams, Jr. s'enrôle dans l'Union Army, et est nommé lieutenant du 1er Massachusetts Volunteer Cavalry (compagnie H) le 19 décembre 1861.
Lors de la tentative d'invasion de Charleston (Caroline du Sud), il participe avec courage à la bataille de Secessionville (ou première bataille de James Island, 16 juin 1862).
Pendant la campagne du Maryland, il se distingue aussi lors de la bataille de South Mountain et de la bataille d'Antietam.
Après la bataille de Fredericksburg, un désastre pour l'Union, Ambrose Burnside est limogé et remplacé à la tête de l'armée du Potomac (unioniste) par Joseph Hooker. Adams écrit alors dans une de ses lettres que le QG de Falmouth, où Hooker séjourne avec ses amis political generals Daniel Sickles et Daniel Butterfield est « a bar and a brothel »
C.F. Adams, Jr. devient capitaine et commandant de la compagnie H le 30 octobre 1862, participe à la campagne de Gettysburg, et se distingue avec sa compagnie lors des combats de cavalerie acharnés de la bataille d'Aldie (Virginie) le 17 juin 1863.
Le 15 juillet 1864, C.F. Adams Jr. est nommé lieutenant-colonel du 5e  Massachusetts Cavalry, un régiment de cavalerie des USCT  (United States Colored Troops : « Troupes noires des États-Unis ») , qu'il entraîne au combat lors du siège de Petersburg (Virginie).
Le 9 juillet 1866, le président Andrew Johnson, successeur de Abraham Lincoln, propose la nomination officielle du colonel J.F. Adams, Jr. au grade de brevet brigadier general des United States Volunteers, à dater du 13 mars 1865, et le Sénat entérinera cette promotion le 23 juillet 1866 ,, au motif de « bravoure et efficacité lors des batailles de Secessionville (Caroline du Sud), South Mountain et Antietam (Maryland), et pour services notables rendus pendant la guerre ».
C.F. Adams Jr. combat jusqu'à la reddition des confédérés, puis démissionne de l'armée le 1er août 1865, pour raisons de santé .

## Après la guerre de Sécession
Le 8 mai 1865, Charles F. Adams épouse Mary Elizabeth Ogden, une jeune New-Yorkaise de bonne famille. Elle lui donnera trois filles et deux garçons (des jumeaux, John et Henry, nés en 1875, et qui sortiront de Harvard en 1898),,.

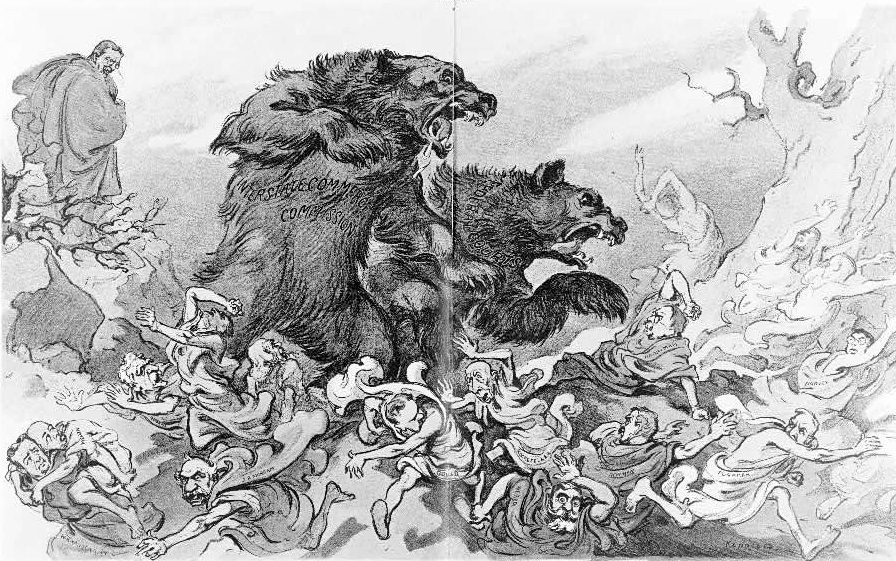
L'ours Interstate Commerce Commission (ICC) et l'ours Federal Courts (tribunaux fédéraux) dispersant les bad boys (les méchants spéculateurs) de Wall Street. L'ICC été créé en 1887, mais auparavant les Railroad Commissions s'occupaient déjà, au niveau des États, de réguler l'expansion sans limites des compagnies de chemin de fer – et les appétits des prédateurs que leurs gains attiraient.

Charles F. Adams est membre de la Massachusetts Railroad Commission, et il essaie d'amener les compagnies de chemin de fer à respecter une certaine éthique, mais plutôt par la persuasion que par la coercition. Sa commission  est alors surnommée  Sunshine Commission (la « commission Rayon de Soleil »), car, suivant ses principes, elle révèle au public les pratiques anormales des compagnies pour qu'elles s'amendent. C'est cet état d'esprit que reflète une de ses œuvres littéraires : Chapters of Erie.
Charles F. Adams est cependant fidèle aux grands principes du capitalisme de l'époque, et se consacre plus à la protection des industriels qu'à celle de leurs clients : il voit ses fonctions comme un rempart pour les investisseurs, contre les caprices des consommateurs hostiles - ou les machinations d'animateur de marché  sans scrupules.
Lors de l'Élection présidentielle américaine de 1884, Ch. F. Adams, Jr. sera un des notables mugwumps issus des grandes familles élitistes, à tendance republican, qui refuseront de suivre le candidat de leur parti : ils estiment qu'il est trop corrompu, et soutiendront le candidat democrat Grover Cleveland.

## Président de l'Union Pacific Railroad

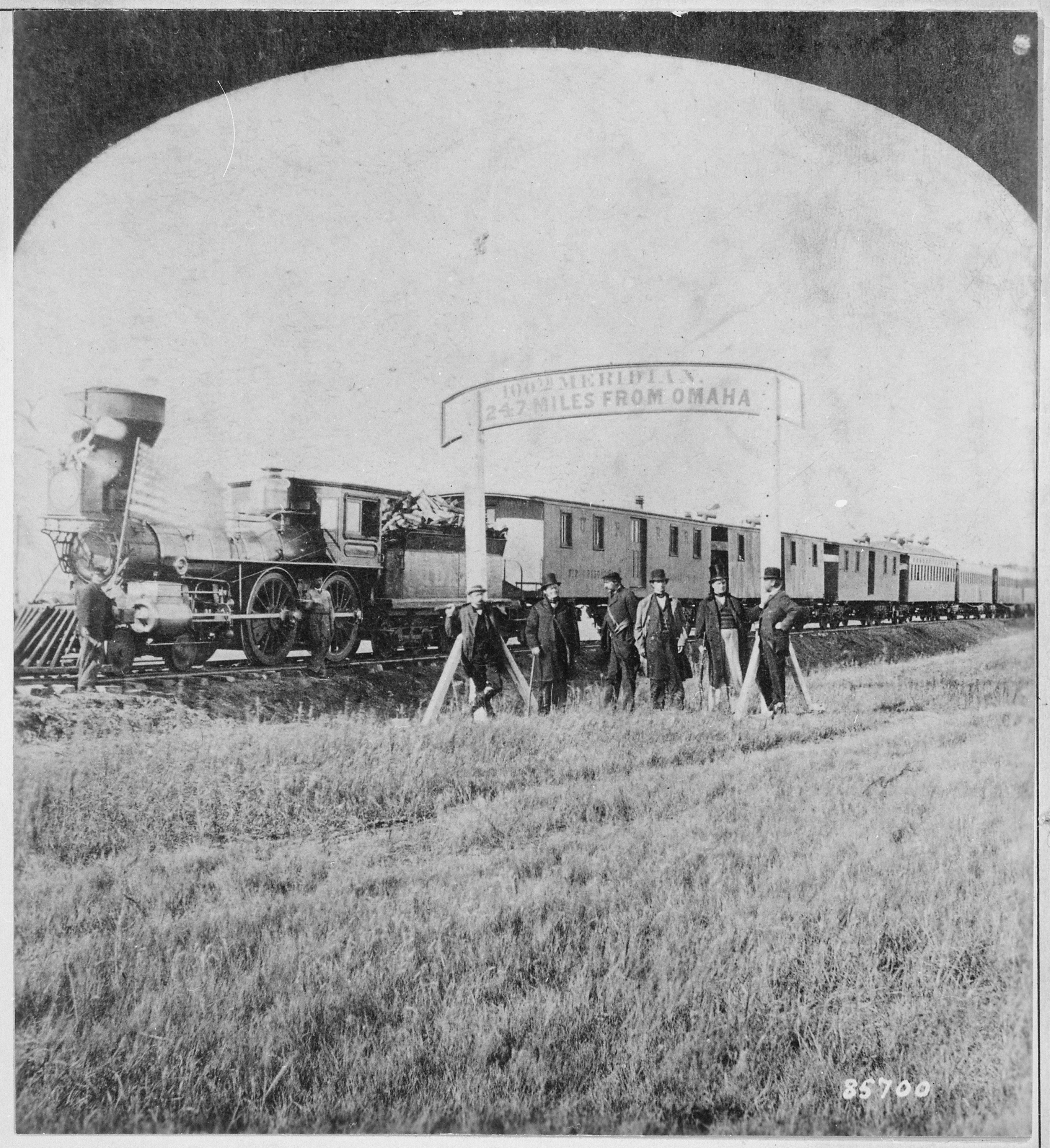
Symbole de la résilience nord-américaine : en octobre 1866 (18 mois après la fin de la guerre de Sécession) un train de l'Union Pacific Railroad atteint le I00e méridien (à 250 miles, 400 km environ, à l'ouest d'Omaha), et les notables se congratulent.

Adams, qui avait acquis une excellente réputation dans le domaine des chemins de fer, fut nommé président de la société Union Pacific Railroad en 1884.
Il augmenta l'aire d'action de l'"UP" en absorbant des réseaux ferroviaires locaux pour créer en 1890 la Union Pacific, Denver and Gulf Railway, qui, à travers le Texas Panhandle, reliait les ports du golfe du Mexique au nord industriel des États-Unis.
Malheureusement, l' "UP", qui avait fait faillite lors du scandale du Crédit Immobilier of America  en 1872, puis s'était rétablie, fit à nouveau banqueroute en 1893, alors que le richissime affairiste Jay Gould était actionnaire majoritaire.
Pourtant Adams avait écrit un ouvrage sur les aléas des compagnies de chemin de fer (Railroads, Their Origin and Problems) en 1878. Il quitta la présidence de l'UP en 1890.

## Président de laMassachusetts Park Commission
De 1893 à 1895, Charles F. Adams fut président de la Park Commission de l’État de Massachusetts, et il contribua à la création des parcs de cet État.

## L'historien
Après  1874, Charles F. Adams se consacra à la rédaction d’études et de livres traitant de l’histoire américaine. Il fut élu président de la Massachusetts Historical Society en 1895, puis président de la American Historical Association en 1901.
Ses études sur l’histoire en général et sur l’évolution des chemins de fer américains en particulier furent souvent reçues avec grand intérêt, et la finesse des analyses, ainsi que l'indépendance d'esprit de l'auteur, soulevèrent souvent des controverses.
Charles F. Adams est fellow (membre associé) de la très prestigieuse Académie américaine des arts et des sciences dès 1871.
En 1907 C.F. Adams, Jr. est invité à prononcer un discours à l'occasion du centenaire de la naissance de Robert E. Lee. Dans le droit fil d'un esprit de réconciliation qui culminera six ans plus tard lors de la célébration du cinquantenaire de la bataille de Gettysburg , Adams exalte alors la valeur de Lee, et aussi celle de Stonewall Jackson : tous deux, dit-il, forgés « en acier de la meilleure trempe. Je suis fier aujourd'hui de dire que j'étais leur compatriote ».
En 1913, à l'âge de 78 ans, invité à s'exprimer lors du Founders' Day de Harvard, C.F. Adams décrit l'évolution du paysage politico-économico-culturel américain depuis son entrée à la faculté en 1853 : Tis 60 years since (voir le chapitre "Extraits de son œuvre").

## Mort
Charles F. Adams, Jr. meurt le 20 mai 1915, une semaine avant son 80e anniversaire. Il est enterré au Mount Wollaston Cemetery (tombe no 337, dans l’Old Section) à Quincy (Massachusetts), le berceau de la famille Adams.

## Famille
Ses frères sont Henry Brooks Adams et John Quincy Adams. Un de ses neveux est Charles Francis Adams III, qui fut US Secretary of the Navy (équivalent de ministre de la Marine)  sous la présidence de Herbert Hoover.

## Œuvres
- Chapters of Erie, and Other Essays (“ Chapitres d’Erie, et autres essais ”) (New York, 1871), écrit en collaboration avec son frère Henry Adams
- Railroads, Their Origin and Problems (New York, 1878)
- Notes on Railroad Accidents (New York, 1879)
- Richard Henry Dana : A Biography (Boston, 1891)
- Three Episodes of Massachusetts History (Boston, 1892) : une étude sur l’arrivée des premiers colons à Boston Bay – sur la controverse à propos de l'Antinomisme – et sur la direction de l’église et de la ville dans le Massachusetts des débuts.
- Massachusetts: Its Historians and Its History (Boston, 1893)
- Antinomianism in the Colony of Massachusetts Bay, 1636-38 (1894).
- “Imperialism” and “The Tracks of Our Forefathers”, disponible sur le site du projet Gutenberg. (1898).
- Life of Charles Francis Adams (Boston, 1900), dans la collection “ American Statesmen ”
- Lee at Appomattox, and Other Papers (1902)
- Charles Francis Adams, 1835-1915: An Autobiography (1916)

## Extraits des publications de C.F. Adams, Jr.
(visibles sur projet Gutenberg )

### Imperialism, etThe Tracks of our forefathers("Les Traces de nos ancêtres"), 1898
- « depuis 1492, l'histoire de l'Espagne et de la domination espagnole a indéniablement été une longue série de crimes et de violations de la loi naturelle, crimes et violations pour lesquels l'Espagne n'a d'ailleurs pas encore totalement expié. Des crimes perpétrés par cette nation, 4 sont particulièrement criants, et, sur la liste des forfaits dont cette nation s'est rendue coupable au long de l'histoire, ne le cèdent qu'à peu d'autres. Ces 4 forfaits ont été : (1) L'expulsion, d'abord des Juifs, puis des Mores, ou Morisques, à la fin du XVe siècle et au début du XVIe siècle ; (2) les annales du "Concile Sanglant" (Conseil des troubles) aux Pays-Bas, et l'intestine  guerre de Quatre-Vingts Ans qu'a dû subir la Hollande avant de pouvoir s'émanciper de la domination espagnole; (3) l'Inquisition, la plus ingénieuse des machines jamais inventée par l'homme afin d'éradiquer et détruire toute intelligence, toute recherche et tout progrès dans une population; et enfin (4) la politique d'extermination des aborigènes d'Amérique, et, quand il ne s'agissait pas d'extermination, leur oppression cruelle et systématique. »  [23]
- « Que nous du Massachusetts nous nous soyons mal conduit vis-à-vis des aborigènes locaux, l'affreux souvenir de la guerre des Pequots sera toujours là pour nous le rappeler. De même, la façon dont notre nation en général s'est comportée avec les Indiens, les Africains, et les Asiatiques est entrée dans l'histoire. Mais par ailleurs l'histoire ne peut nier que notre comportement – qu'on l'appelle comme vous voulez : antichrétien, brutal, génocidaire – a été salvateur pour la race. Il a heureusement préservé le rameau anglo-saxon, qui grâce à lui n'est pas devenu une nation de métis, de sang-mêlés (pour utiliser une expression illustrant bien un concept). Les sang-mêlés canadiens, les Mexicains, les mulâtres, quoi qu'on dise, sont des races qui manquent de virilité et de résistance; et si l'Anglo-Saxon ne fait partie d'aucune de ces races, et est foncièrement viril et résistant, c'est bien grâce au fait que les races moins développées que la sienne ont disparu à son approche. Certes, la nature utilise des méthodes souvent brutales... »[24].

### 'Tis 60 years since("Il y a maintenant60 ans")
(extraits du discours prononcé par C.F. Adams Jr à Harvard à l'occasion du Founders' Day, le 16 janvier 1913, alors qu'il a 78 ans. « 'Tis 60 years since » est la phrase de début d'un chapitre de Waverley, roman de Walter Scott, paru en 1814, qui eut un énorme succès ).
- « Moi, né dans le Sanhedrin de la Nouvelle-Angleterre, un Brahmin Yankee (cf Brahmane de Boston) par le sang, la tradition et l'environnement... »
- « c'était la coutume héréditaire dans certaines familles, plus spécialement en Caroline du Sud et en Louisiane – mais en particulier en Caroline du Sud – d'envoyer leurs jeunes à Harvard... »
- « (Mes amis à Harvard) étaient d'une famille et d'une race chez qui on pouvait observer ces qualités viriles des Écossais-Irlandais et des presbytériens qui ont bâti des hommes comme les deux Jackson, Andrew Jackson et celui qui est connu dans l'histoire comme Stonewall Jackson... »
- « Quand j'entrai à Harvard en 1853, les sujets de discussion les plus importants étaient : la question de l'esclavage, qui prenait une importance inquiétante, et se mêlait à la question de la Nationality (prérogatives des États par rapport à la Nation). En 3e lieu venait la question du libre-échange et du protectionnisme, et l'école alors appelée American political economy s'opposait à celle d'Adam Smith... Les théories de la Démocratie jeffersonienne (selon qui le monde avait été jusqu'alors beaucoup trop gouverné) étaient acclamées, et on préconisait l'individualisme à outrance, non seulement comme un privilège mais comme un droit......On voulait alors que l'intervention gouvernementale soit limitée au minimum, et que chacun ait le droit de se développer selon ses possibilités, avec pour seules limites les droits des autres. Sur le plan matériel, nous nous apprêtions à soumettre un continent...Ce qu'on appelle aujourd'hui "la richesse prédatrice" n'avait pas encore commencé à se concentrer en quelques mains... »
- « selon la théorie du melting pot universel en vogue pendant ma jeunesse, 7, ou au plus 14 années, suffisaient pour convertir un immigrant étranger - quelle que soit son origine ou sa religion - en un citoyen américain. L'influence de l'éducation et de l'environnement, pensait-on, étaient puissantes et omni-présentes... »
- « au lieu de soutenir le gouvernement par ses contributions économiques, le peuple aujourd'hui cherche à se faire soutenir par le gouvernement, soit directement en obtenant des pensions, soit indirectement en espérant les interventions d'un paternalisme industriel[25]... ».

## Sources
- (en) Cet article est partiellement ou en totalité issu de l’article de Wikipédia en anglais intitulé « Charles Francis Adams, Jr. » (voir la liste des auteurs).

- Article sur "Charles F. Adams, Jr." dans The New International Encyclopoedia (voir Wikisources : http://en.wikisource.org/wiki/The_New_International_Encyclop%C3%A6dia/Adams,_Charles_Francis,_Jr.)